# Arnolds Katzenabbildung
Arnolds Katzenabbildung (auch Anosovs Katzenabbildung) ist in der Theorie der dynamischen Systeme das einfachste Beispiel eines Anosov-Diffeomorphismus und damit ein explizit berechenbares chaotisches System. Sie ist benannt nach Wladimir Igorewitsch Arnold, der die Eigenschaften der Transformation anhand der Darstellung einer Katze demonstrierte.

Das Bild zeigt, wie die Abbildung mit der Matrix das Einheitsquadrat verformt und wie die Stücke modulo 1 neu arrangiert werden. Die gestrichelten Linien geben die Richtungen maximaler Streckung und Stauchung an, sie entsprechen den Eigenvektoren der Matrix.

## Definition
Arnolds Katzenabbildung ist die Selbstabbildung des Torus {\displaystyle \mathbb {R} ^{2}/\mathbb {Z} ^{2}} definiert durch 
{\displaystyle F(x,y)=(2x+y,x+y)\mod 1}
oder in Matrixnotation
{\displaystyle F\left({\begin{bmatrix}x\\y\end{bmatrix}}\right)={\begin{bmatrix}2&1\\1&1\end{bmatrix}}{\begin{bmatrix}x\\y\end{bmatrix}}\mod 1={\begin{bmatrix}1&1\\0&1\end{bmatrix}}{\begin{bmatrix}1&0\\1&1\end{bmatrix}}{\begin{bmatrix}x\\y\end{bmatrix}}\mod 1.}

## Eigenschaften

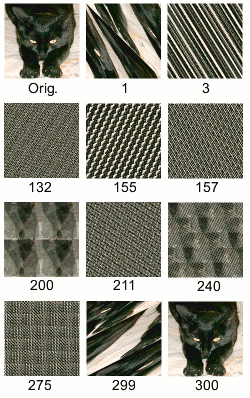
Diskretisierung für n = 150. Nach 300 Iterationen erhält man wieder die Identitätsabbildung.

- Die Abbildung ist ein Anosov-Diffeomorphismus: die Matrix {\displaystyle \left({\begin{matrix}2&1\\1&1\end{matrix}}\right)} hat zwei Eigenwerte {\displaystyle \lambda _{1}>1} und {\displaystyle \lambda _{2}<1}, die Eigenvektoren liefern eine Zerlegung

{\displaystyle T_{x}T^{2}=E_{x}^{u}\oplus E_{x}^{s}}
in jedem Punkt {\displaystyle x\in T^{2}}, wobei {\displaystyle E_{x}^{u}} und {\displaystyle E_{x}^{s}} nach der kanonischen Identifizierung 
{\displaystyle T_{x}T^{2}\cong \mathbb {R} ^{2}}
den Eigenvektoren zu {\displaystyle \lambda _{1}} und {\displaystyle \lambda _{2}} entsprechen. Die Projektionen der zu den Eigenvektoren parallelen Geraden auf den Torus sind die stabilen und instabilen Mannigfaltigkeiten der Abbildung.
- Der Nullpunkt ist der einzige Fixpunkt. Die Anzahl der periodischen Punkte mit Periode {\displaystyle n} ist

{\displaystyle \lambda _{1}^{n}+\lambda _{2}^{n}-2}.
Die periodischen Punkte liegen dicht. Ein Punkt ist genau dann präperiodisch, wenn er rationale Koordinaten hat.
- Die Abbildung ist topologisch transitiv.
- Die Abbildung ist flächenerhaltend, ergodisch und mischend.
- Die Umkehrabbildung ist gegeben durch

{\displaystyle F^{-1}(x,y)=(2x-y,-x+y)\mod 1}.
- Die Diskretisierung

{\displaystyle (\mathbb {Z} /n\mathbb {Z} )^{2}\to (\mathbb {Z} /n\mathbb {Z} )^{2}}
ist periodisch mit Periode {\displaystyle \leq 3n}.